# 皇城

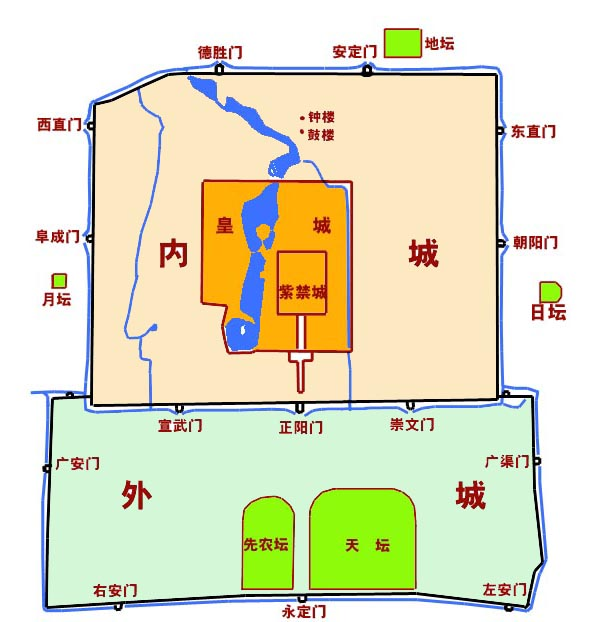
明朝北京皇城

皇城或称王城，通常指东亚文化圈国家都城建筑中，位于都城与皇帝、皇室所居的宫城之间的区域，由城墙围绕，具有独立的城门。皇城内通常布置宗庙、官衙、内廷服务机构、仓库和防卫等建筑，以及园林苑囿。
王城最初指最高统治者（王）所居之城，在周代是专有名词，特指周天子在洛河以北、涧河两岸兴筑的都城。公元前770年，周平王东迁洛邑，建都于东周王城。由平王至景王加上后来的赧王，先后有二十五王在此执政达五百余年之久。
在南北朝的北魏时期，迁都洛阳时曾重建洛阳城池，此时已经将汉朝及三国时期残存的洛阳旧城布置为性质类似皇城的内城，集中布置宫殿、园林、王府、衙署等机构。但是中国历史上最早使用“皇城”一词的是隋朝修筑的大兴城（唐朝改名为长安城），皇城布置在宫城之南。隋朝修筑的东都洛阳也采用了类似的布局。
前蜀成都城、北宋开封城、辽南京、金中都、元大都、明中都、南京和北京城也都采取了相似的布局。在中国临近的国家中，高句麗先後設置紇升骨城、丸都城和國內城。高丽曾经在开京设置皇城。越南顺化也设立了皇城。不过顺化皇城从布局上来说更接近中国的宫城，而其紫禁城相当于中国紫禁城中的内廷部分。
一些設有城池的王宮、王府也稱為王城，例如唐代尉头州城遗址唐王城、明代的靖江王城、台灣鄭氏王朝時期的安平王城、琉球國的首里城等。

## 图片

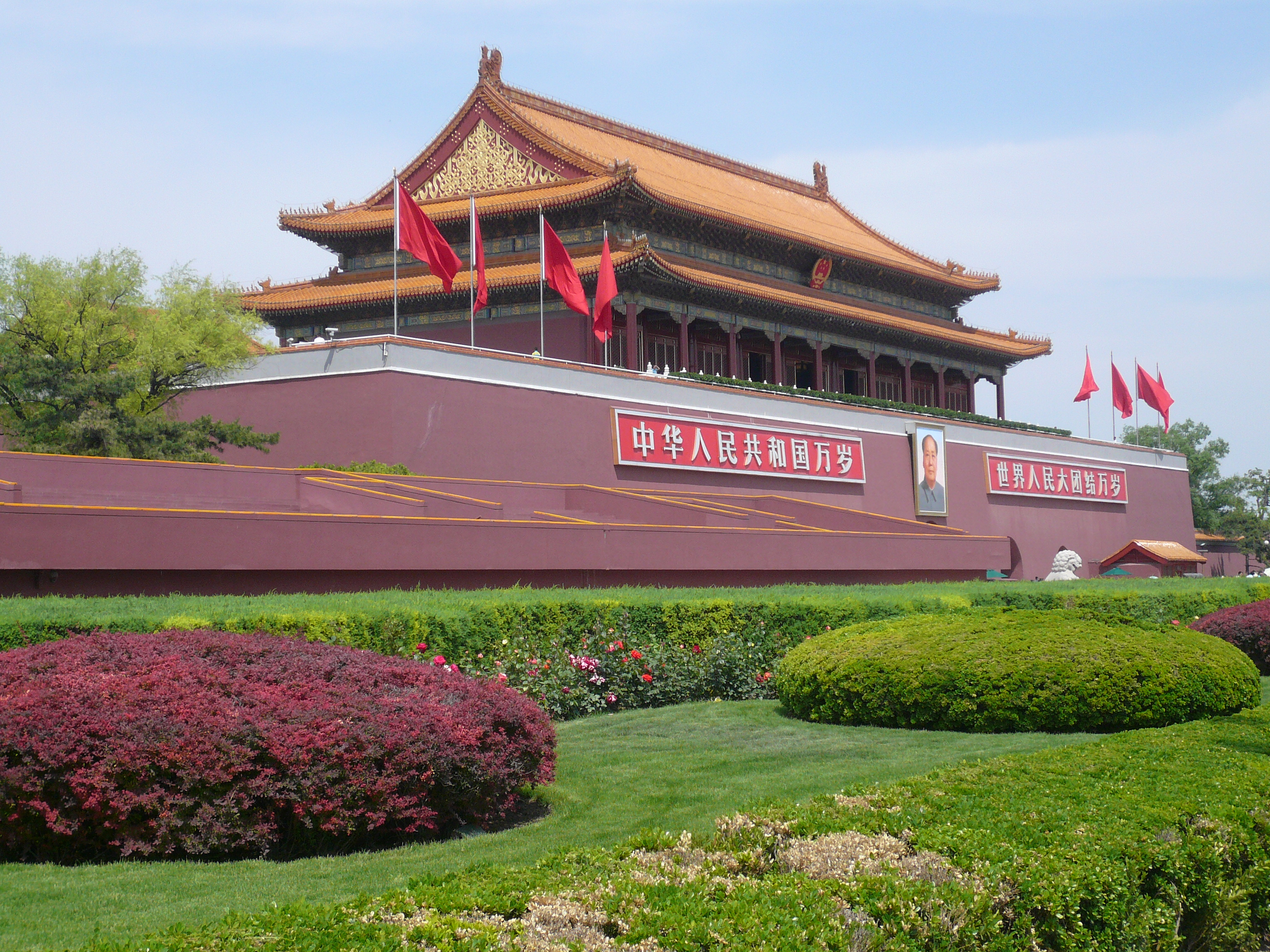
北京天安門
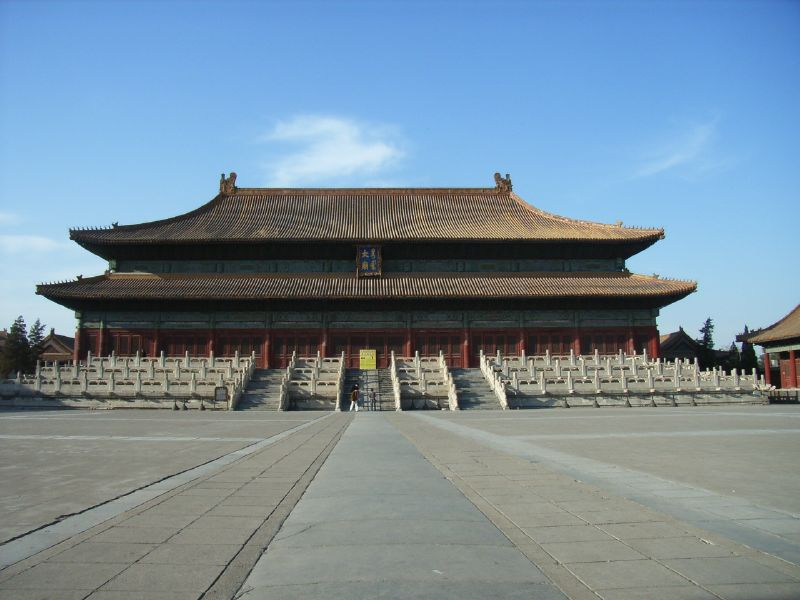
北京太廟
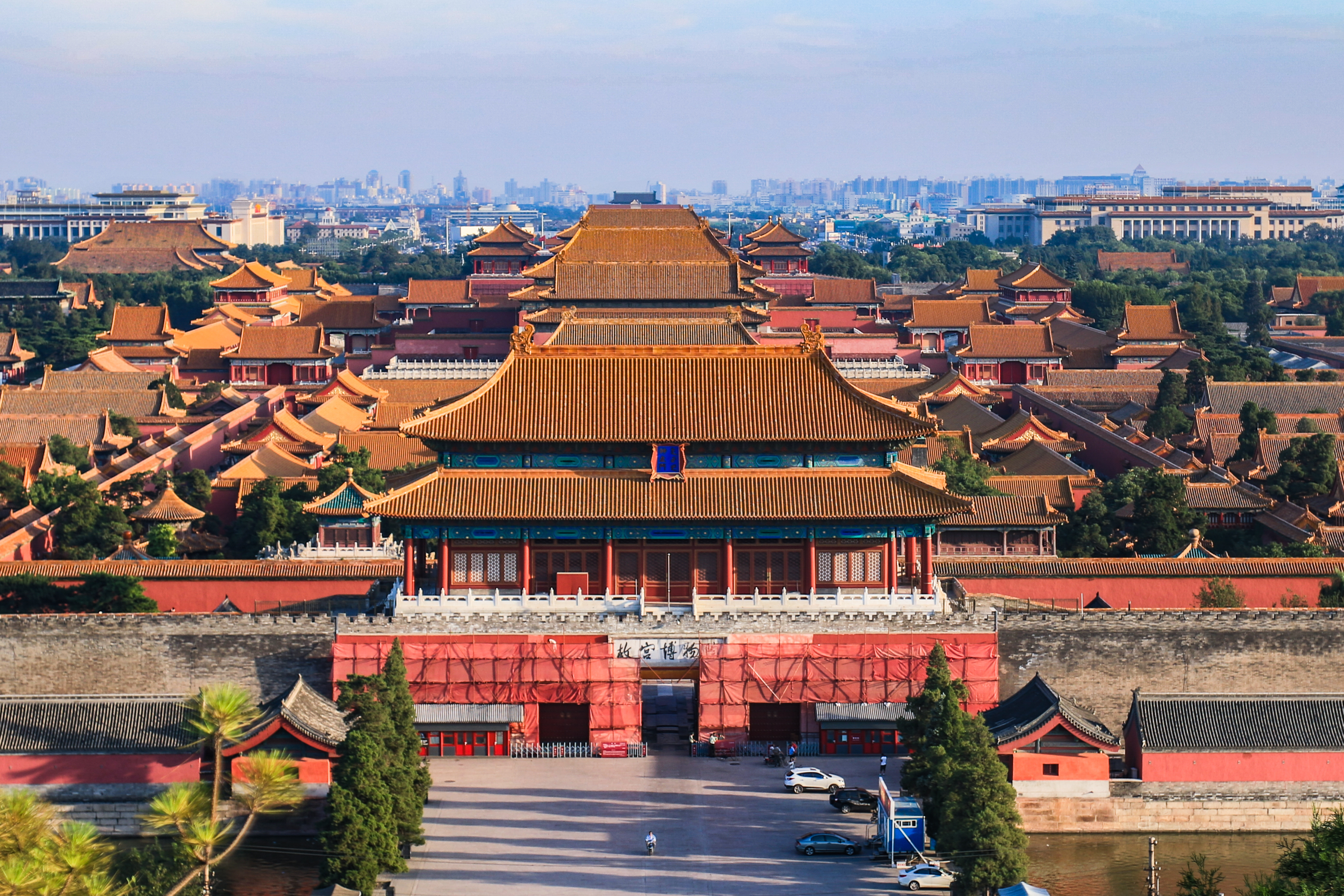
北京紫禁城
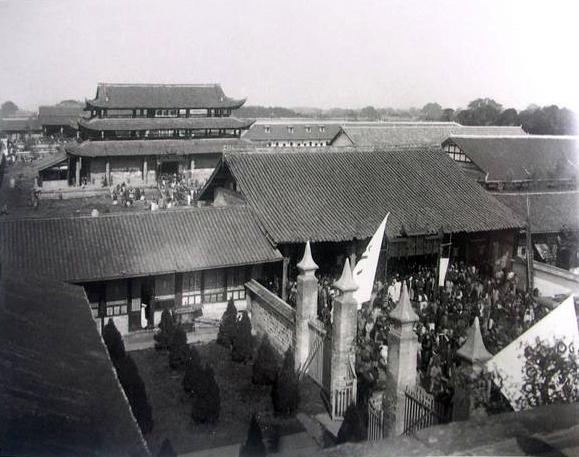
20世纪初的成都皇城